# 東小泉站

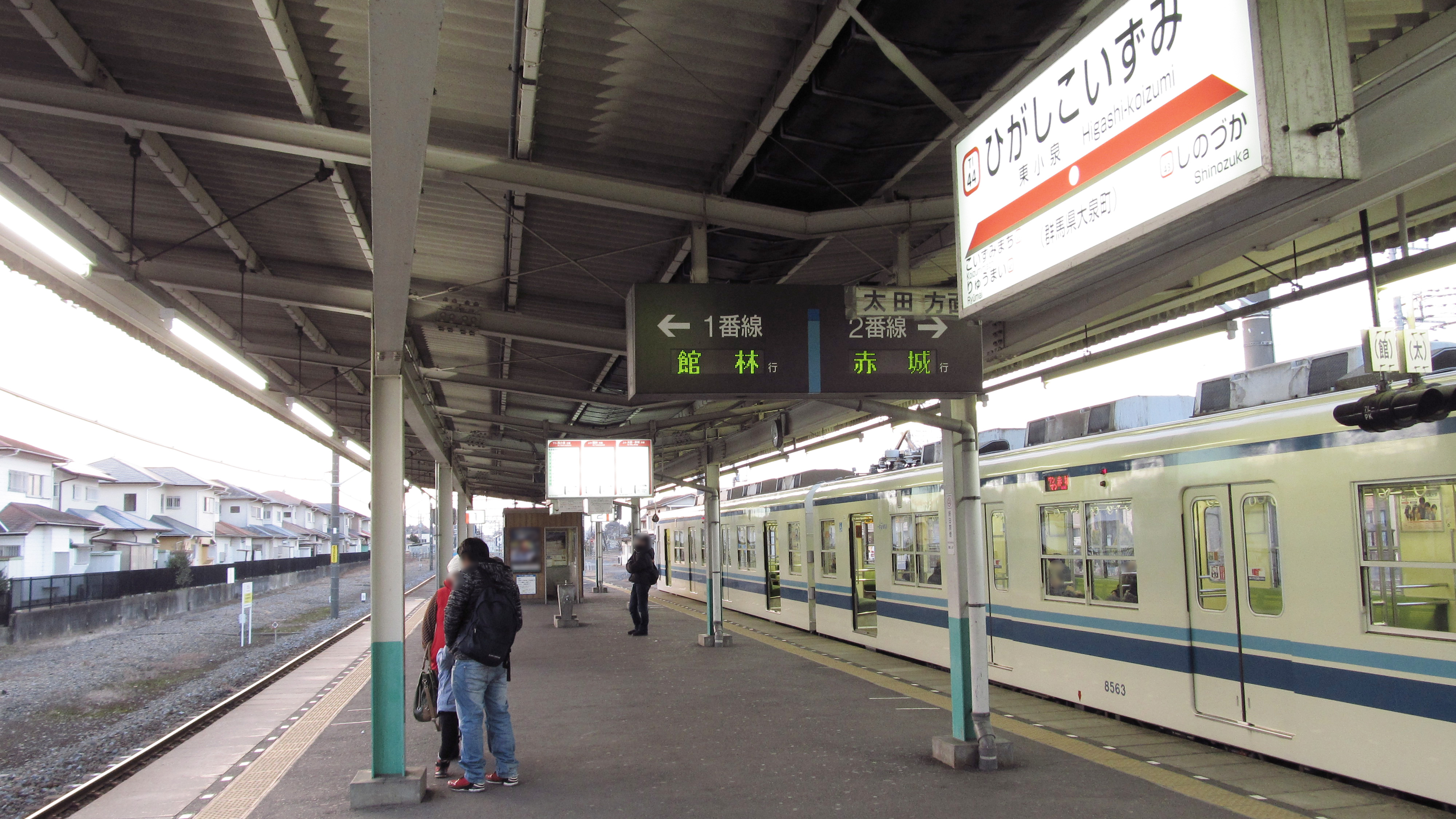
月台（2014年12月）

東小泉站（日语：／ Higashi-Koizumi eki */?）是日本群馬縣邑樂郡大泉町東小泉一丁目的東武鐵道小泉線車站。車站編號TI 44。
小泉線從本站分為館林 - 西小泉間的本線與往太田方向的支線，往太田方向與往館林、西小泉方向可在本站轉乘。

## 歷史
- 1941年（昭和16年）12月1日 - 太田 -（現）東小泉間於1941年6月1日開通，小泉信號所開業。
- 1942年（昭和17年）4月 - 改稱東小泉站，開始客運業務（小泉町站終止客運業務）。
- 1955年（昭和30年）- 廢除客運業務，再改回信號所（小泉町站恢復客運業務）。
- 1977年（昭和52年）- 西邑樂高校開校，本站恢復客運業務。
- 2012年（平成24年）3月17日 - 導入車站編號TI 44。

本站在信號所時期，是西小泉 - 太田間與西小泉 - 館林間兩運行系統的轉乘專用設施，乘客無法在信號所上下車。

## 車站構造
本站是島式月台1面2線地面車站。站房在線路南側，有天橋通往月台。月台的西小泉方向設有候車室，館林方向設有廁所。
通常，站房對向的2號線是太田方向折返列車使用，1號線是館林 - 西小泉間列車使用。

### 月台配置
| 月台 | 路線   | 方向 | 目的地     | 備註       |
| ---- | ------ | ---- | ---------- | ---------- |
| 1    | 小泉線 | 下行 | 西小泉方向 |            |
| 1    | 小泉線 | 上行 | 館林方向   |            |
| 2    | 小泉線 | 上行 | 館林方向   | 僅部分列車 |
| 2    | 小泉線 | 支線 | 太田方向   |            |

太田方向列車幾乎都直通桐生線，但並未特別標註在站內看板上。
一般來說，2號線的往太田方向列車折返回本站後，1號線往西小泉列車接著進站。然後往西小泉列車先發車，在終點西小泉停靠數分後折返回到本站與往太田方向列車接續，然後兩列車出發前往館林與太田。藉由此種運行模式可確保各方向轉乘的便利性。

### 備註
2號線月台會撥放音樂《少女的祈禱》提醒司機出發信號機開放通行。音樂會持續至信號變為紅燈為止。
月台上的列車資訊顯示器會顯示下班列車的目的地，2號線月台的列車多直通桐生線至赤城，但為了強調往太田，特別貼上『太田方向』的貼紙標示。

## 使用情況
2016年度1日平均上下車人次為1,614人。
近年1日平均上下車人次變化如下表。
| 年度               | 一日平均上下車人次 | 一日平均上下車人次 |
| ------------------ | ------------------ | ------------------ |
| 2003年（平成15年） | 1,314              | 856                |
| 2004年（平成16年） | 845                | 832                |
| 2005年（平成17年） | 842                | 829                |
| 2006年（平成18年） | 776                | 790                |
| 2007年（平成19年） | 738                | 836                |
| 2008年（平成20年） | 691                | 837                |
| 2009年（平成21年） | 1,482              | 1,482              |
| 2010年（平成22年） | 1,384              | 1,384              |
| 2011年（平成23年） | 1,382              | 1,382              |
| 2012年（平成24年） | 1,495              | 1,495              |
| 2013年（平成25年） | 1,612              | 1,612              |
| 2014年（平成26年） | 1,590              | 1,590              |
| 2015年（平成27年） | 1,595              | 1,595              |
| 2016年（平成28年） | 1,614              | 1,614              |

## 車站周邊
站前廣場有圓環。南側多住宅。
- 國道354號
- 大泉警察署（日语：大泉警察署）
- 群馬縣立西邑樂高等學校（日语：群馬県立西邑楽高等学校）
- 大泉町立東小學校（日语：大泉町立東小学校）

## 巴士路線
2017年現在的東小泉站周邊沒有路線巴士可搭乘。
但在2005年（平成17年）至2016年（平成28年）曾有大泉町的町內循環巴士さわやか（東路線）設有「東小泉站」巴士站。

## 相鄰車站
東武鐵道
 小泉線（本線）
篠塚（TI 43）－東小泉（TI 44）－小泉町（TI 45）
 小泉線（支線）
東小泉（TI 44）－龍舞（TI 47）

## 外部連結
- 東小泉（車站資訊） - 東武鐵道